# ويليام يوجين هيغباي
ويليام يوجين هيغباي هو سياسي أمريكي، ولد في 26 يناير 1884 في غاردن غروف في الولايات المتحدة، وتوفي في 1967. نشط حزبياً في الحزب الجمهوري. وقد انتخب عضو مجلس نواب كولورادو ‏.
1. 1 2   https://politicalgraveyard.com/bio/hickson-higginbottom.html#931.32.64. {{استشهاد ويب}}: |url= بحاجة لعنوان (مساعدة) والوسيط |title= غير موجود أو فارغ (من ويكي بيانات) (مساعدة)